# چشر غربی و چستر
چِشِر غربی و چِستِر (به انگلیسی: Cheshire West and Chester) یک منطقهٔ مسکونی در بریتانیا است که در چشر واقع شده‌است. چشر غربی و چستر ۲۲۷٫۰۸ متر بالاتر از سطح دریا واقع شده‌است.